# Tricyphona katahdin
Tricyphona katahdin är en tvåvingeart som beskrevs av Alexander 1914. Tricyphona katahdin ingår i släktet Tricyphona och familjen hårögonharkrankar. Inga underarter finns listade i Catalogue of Life.